# Полівкові
Полі́вкові (Microtinae) — назва надродової групи гризунів; те саме, що й норицеві та щурові (Arvicolinae), підродина родини Cricetidae або окрема родина Arvicolidae.

## синонімія
Всі наведені назви є суб'єктивними синонімами: назва Arvicolinae Gray, 1821 є старшим суб'єктивним синонімом Microtidae Cope, 1891 (Kretzoi, 1962; Загороднюк, 2001; Wilson, Reeder, 2005):
- Arvicola (щур) — типовий рід для Arvicolidae Gray, 1821 (щурові)
- Microtus (полівка) — типовий рід для Microtidae Cope, 1891 (полівкові)

Назва Microtinae була поширена у працях 1920–1970 рр. у зв'язку з поширенням у класифікаціях назви Microtus Schrank, яка на той час помітно потіснила назву Arvicola Lacepede (раніше більшість груп Arvicolidae описували у складі роду Arvicola). Головні зміни сталися після видання зведень Г. Міллера (Miller, 1896, 1912, та ін.), в яких назва Arvicola була жорстко закріплена за групою водяних нориць, тоді як дрібних нориць — «сірих полівок» — почали послідовно описувати як «Microtus».

## етимологія
Походження слова «полівка» пов'язано з трансформацією назв одного й того самого виду, широко поширеного по всій Європі, у тому числі й в Україні, який був у числі типових видів трьох різних родів :
1. «Mus arvalis» (lat.) (18 ст.) — дослівно «миша польова» (але не «Mus agrarius»),
2. «Arvicola arvalis» (lat.) (19 ст.) — дослівно «полівка (польовий мешканець) польовий»,
3. «Microtus arvalis» (lat.) (20 ст.) — дослівно «коротковух польовий».